# Ауксоспора

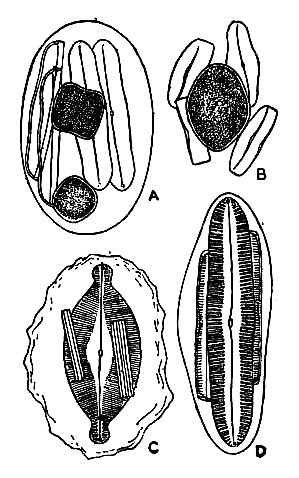
Ауксоспоры диатомовых водорослей из родов Navicula (A, C, D) и Achnanthes (B).

Ауксоспо́ра (от лат. auxi — расширять, увеличивать) — стадия жизненного цикла одноклеточных водорослей из класса диатомовых, обычно представляющая собой разросшуюся зиготу. Как и покоящиеся споры, ауксоспоры выполняют функцию восстановления диатомеями размера клеток, постоянно уменьшающегося в ходе бесполого размножения, поскольку новые панцири дочерние вегетативные клетки образуют внутри родительского.

## Строение и развитие
Ранние ауксоспоры обладают формой, близкой к сфере, и покрыты органической клеточной стенкой, в которую встроено небольшое число чешуек, состоящих из кремнезёма. В отличие от жёсткого кремнезёмного панциря вегетативной клетки, такая оболочка не препятствует росту, благодаря чему ауксоспоры быстро увеличиваются в размерах, в некоторых случаях вытягиваясь в длину. Вскоре они перестают помещаться в панцире родительской клетки и раздвигают его створки (эпитеку и гипотеку), которые обычно долго остаются прикреплённым к оболочке ауксоспоры. Дальнейшее развитие может проходить с образованием дополнительных кремнезёмных ленточных структур, которые либо включаются в первичную клеточную стенку (проперизониум), либо образуют под ней отдельный панцирь (перизониум). 
Для образования первой дочерней вегетативной клетки (англ. initial cell) ядро ауксоспоры должно претерпеть по меньшей мере два последовательных митотических деления, служащих для инициации образования створок панциря. Как правило, после деления ядер не происходит деления клетки, и все они подвергаются полной редукции (кроме ядра, наследуемого вегетативной клеткой). Для некоторых видов, однако, описано образование двух вегетативных клеток из одной ауксоспоры.